# Noel Valladares
Noel Eduardo Valladares Bonilla (født 3. maj 1977 i Tela, Honduras) er en honduransk tidligere fodboldspiller.
Valladares er den spiller for Honduras' fodboldlandshold, der har spillet næstflest landskampe, kun overgået af Amado Guevara.